# Parada Santa Guilhermina
Parada Santa Guilhermina é uma parada de trem localizada no Rio de Janeiro. A parada foi reaberta no dia 17 de Setembro de 2018 pela SuperVia, 7 anos depois do seu fechamento após sucessivos protestos feitos por moradores.
Foi operada pela Central e funcionou até 29 maio de 2011, quando o Ramal de Guapimirim foi repassado para SuperVia que desativou a parada como parte do Contrato de Concessão entre à empresa e à Secretaria de Transportes do Estado. Devido ao enorme números de protestos feito por moradores entre 30 de Junho e 03 de Julho de 2018 na altura de Santa Dalila e Barão de Iriri, pedindo a reabertura das paradas, as estações passaram por uma reforma de ampliação da plataforma e foram reabertas no dia 17 de Setembro do mesmo ano.

## História

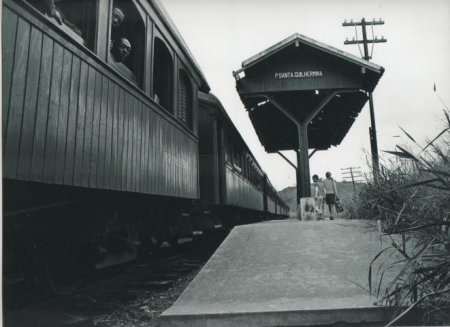
26/08/1960 - Trem da Leopoldina passando pela Parada Santa Guilhermina. Os vagões de madeira eram puxados pela Locomotiva 345, uma maria-fumaça.

A parada Santa Guilhermina foi inaugurada no dia 02 de Dezembro de 1926 como cortesia a Emílio Wadih Gebara que possuía na região uma enorme fazenda produtora de leite, manteiga e derivado, a Fazenda Santa Guilhermina. A parada, que além de dar acesso ao casarão da fazenda, também era responsável pelo distribuição e abastecimento dessa produção para toda região de Magé.
Antigamente existia um desvio para o ramal da Fábrica EMAQ , porém foi desativado.

### Fazenda Santa Guilhermina
A fazenda Santa Guilhermina está situada na BR-493, próxima ao trevo da BR-119, no 1.º distrito de Magé, e por seu grau de preservação foi incluída entre os bens culturais do município.
A casa grande consiste numa edificação rural de meados do século XIX, de um pavimento, circundada por longo alpendre, elemento característico das edificações rurais fluminense. A lateral direita do alpendre termina na capela, ligada a ele por um vão em arco abatido, e possui acesso principal independente com escada em alvenaria de tijolo.
A fachada principal é precedida por um jardim murado sem grandes cuidados e, fechando o quadro formado pelo corpo do serviço que se alonga do lado direito da construção, há outro prédio murado, com grande concentração de árvores frutíferas. A construção de produção segue as mesmas características de residência, com menos cuidados arquitetônicos, encerrando entre si uma área onde se desenvolvem os trabalhos da fazenda.
Segundo registros cartoriais, a propriedade compreende os antigos imóveis da fazenda Olaria e do sítio do Buraco, confrontando-se com a fazenda do Caju, do Cel. Sérgio José do Amaral (1864-1948), e a fazenda dos religiosos do Carmo, num total de 4.506.214 m², nela sendo encontradas, além da casa grande, dez casas de colonos, bananeiras e certa variedade de árvores frutíferas, inclusive instalações para reprodução e criação de gado.
Renato Peixoto dos Santos comenta que a fazenda se destacava na criação de gado e produção de leite, manteiga e derivados, suficientemente bem para o abastecimento da região (Magé, a Terra do Dedo de Deus, 1957, p. 182).
Desde 06 de fevereiro de 1958 a fazenda pertence ao carioca Antonio Gebara (1923-1996), filho de Emílio Wadih Gebara e Edith Maksoud Gebara, que promoveu o loteamento da área (processo administrativo municipal n.º 2986/ 1962, memorial registrado no cartório do 2.º Ofício de Magé, em 08 de novembro de 1962), dando origem ao bairro do Parque Bonneville.
Antonio Gebara é ainda o responsável pelos loteamentos Parada Ideal (Guapimirim), Citrolândia e Parque Imperador, ambos no 1.º distrito de Magé.

## Reforma da Parada

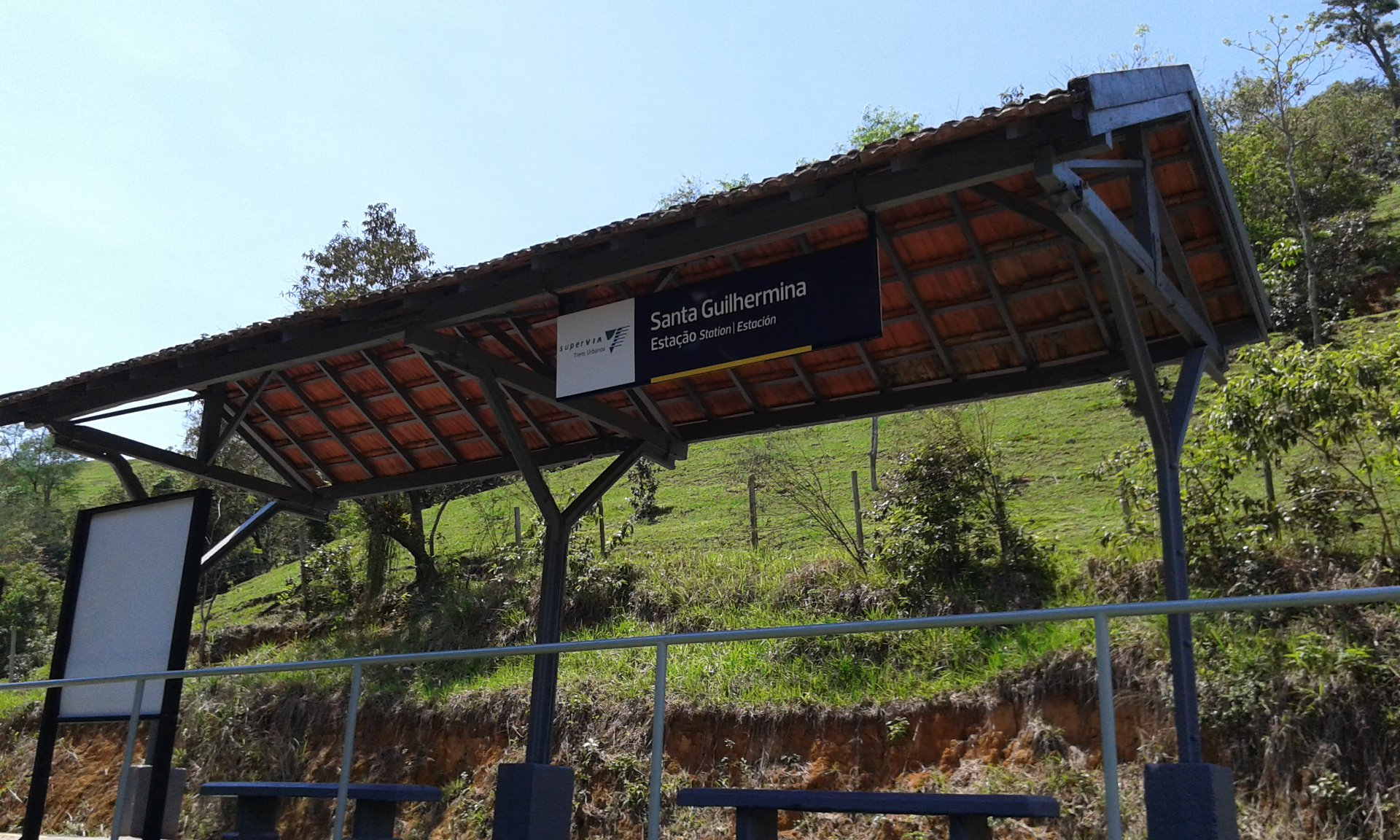
Reabertura da Parada Santa Guilhermina depois de 7 anos fechada

7 anos depois desde a última vez que o trem do Ramal Guapimirim realizou sua última parada na Parada Santa Guilhermina, ele voltou a atender a população do bairro.

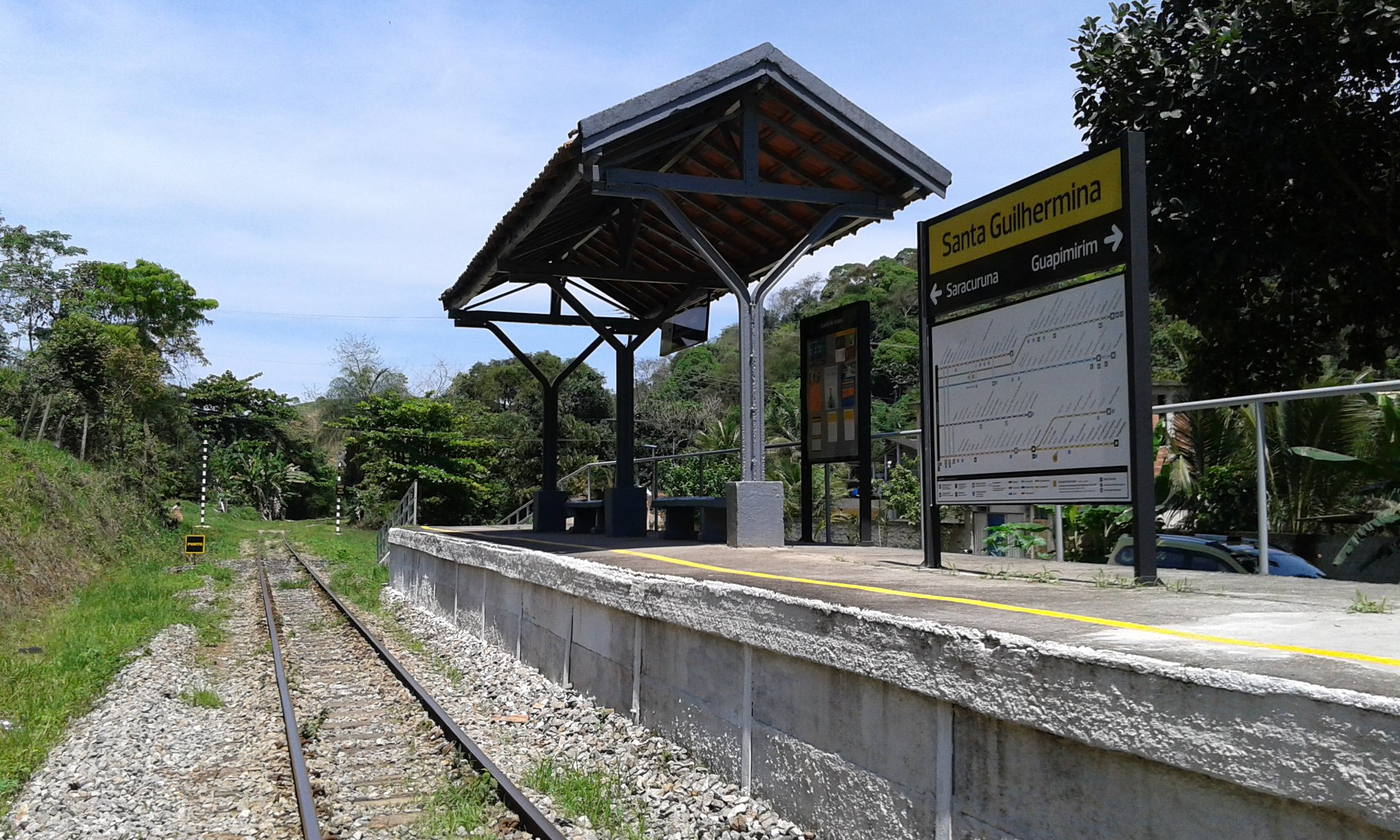
Com uma plataforma maior, a parada volta a atender moradores do pequeno bairro

Depois de sucessivos protestos realizados por moradores de Santa Dalila, os moradores da pequena Santa Guilhermina, uma pequena comunidade de produtores rurais e pessoas que precisam do trem para se locomover até o Rio de Janeiro, revolveram também aderir a um protesto de paralisação da via ferroviária que interromperia e suspenderia a circulação do Ramal Guapimirim por uma semana. 
Os protestos pedindo a volta da parada dos trens na parada funcionou e as reformas da parada começaram alguns dias depois. Dois meses depois, no dia 17 de Setembro de 2018, a Parada Santa Guilhermina voltou a atender a população do bairro, agora com uma plataforma maior, um painel de informações, um painel com mapa de todas as estações, não só do Ramal Guapimirim, mas de todos os Ramais da SuperVia e um quadro de horários.

## História do Ramal Guapimirim
A linha ligando Rosário (atual Saracuruna) a Visconde de Itaboraí, projetada desde 1890 pela Leopoldina, somente foi entregue em 1926 devido a inúmeros entraves burocráticos que foram aparecendo pelo caminho durante esses 36 anos. Na prática, foi essa linha que ligou as cidades do Rio de Janeiro e Niterói, contornando a Baía de Guanabara, passando por Magé e dando acesso também do Rio de Janeiro a Teresópolis e a Linha do Litoral da Leopoldina. A linha cruzava a antiga Estrada de Ferro Mauá na estação do Entroncamento, hoje Bongaba, estação que foi desativada em 2001. 
A linha atualmente liga a cidade do Rio de Janeiro a Guapimirim. Os trechos entre Magé e Visconde de Itaboraí foi desativado.